# Pogostemon rugosus
Pogostemon rugosus là một loài thực vật có hoa trong họ Hoa môi. Loài này được (Hook.f.) El Gazzar & L.Watson miêu tả khoa học đầu tiên năm 1967.